# Lijst van voetbalinterlands Belize - Montserrat
Deze lijst van voetbalinterlands is een overzicht van alle officiële voetbalwedstrijden tussen de nationale teams van Belize en Montserrat. De landen speelden tot op heden vier keer tegen elkaar. De eerste ontmoeting was een kwalificatiewedstrijd voor het Wereldkampioenschap voetbal 2014 op 15 juni 2011 in Couva (Trinidad en Tobago). Het laatste duel, een kwalificatiewedstrijd voor het Wereldkampioenschap voetbal 2026, werd gespeeld in Couva (Trinidad en Tobago) op 4 juni 2025.

## Wedstrijden
| № | Plaats         | Datum           | Competitie                                   | Wedstrijd           | Uitslag |
| - | -------------- | --------------- | -------------------------------------------- | ------------------- | ------- |
| 1 | Couva          | 15 juni 2011    | WK 2014 kwalificatie                         | Montserrat – Belize | 2 – 5   |
| 2 | San Pedro Sula | 17 juni 2011    | WK 2014 kwalificatie                         | Belize – Montserrat | 3 – 1   |
| 3 | Look Out       | 14 oktober 2018 | CONCACAF Nations League 2019/20 kwalificatie | Montserrat − Belize | 1 − 0   |
| 4 | Couva          | 4 juni 2025     | WK 2026 kwalificatie                         | Montserrat − Belize | 1 − 0   |

## Samenvatting
| Competitie                           | Totaal gespeeld | Winst Belize | Gelijk | Winst Montserrat | Doelsaldo Belize – Montserrat |
| ------------------------------------ | --------------- | ------------ | ------ | ---------------- | ----------------------------- |
| WK-kwalificatie                      | 3               | 2            | 0      | 1                | 8 − 4                         |
| CONCACAF Nations League-kwalificatie | 1               | 0            | 0      | 1                | 0 − 1                         |
| Totaal                               | 4               | 2            | 0      | 2                | 8 − 5                         |

Wedstrijden bepaald door strafschoppen worden, in lijn met de FIFA, als een gelijkspel gerekend.
FFB · A-internationals · Bondscoaches · Statistieken · Belizaans vrouwenelftal
1990 – 1999 ·
2000 – 2009 ·
2010 – 2019 ·
2020 − 2029
1995 · 
1996 · 
1997 · 
1998 · 
1999 · 
2000 · 
2001 · 
2002 · 
2003 · 
2004 · 
2005 · 
2006 · 
2007 · 
2008 · 
2009 · 
2010 · 
2011 · 
2012 · 
2013 · 
2014 ·
2015 ·
2016 ·
2017 ·
2018 ·
2019 ·
2020 ·
2021 ·
2022 ·
2023 ·
2024
Anguilla ·
Bahama's ·
Barbados ·
Bermuda ·
Canada ·
Costa Rica ·
Cuba ·
Dominicaanse Republiek ·
El Salvador ·
Grenada ·
Guatemala ·
Guyana ·
Haïti ·
Honduras ·
Kaaimaneilanden ·
Mexico ·
Montserrat ·
Nicaragua ·
Panama ·
Puerto Rico ·
Saint Kitts en Nevis ·
Saint Vincent en de Grenadines ·
Trinidad en Tobago ·
Turks- en Caicoseilanden ·
Verenigde Staten
MFA · A-internationals
1990 – 1999 · 
2000 – 2009 · 
2010 – 2019 ·
2020 − 2029
1991 · 
1992 · 
1993 · 
1994 · 
1995 · 
1996 · 
1997 · 
1998 · 
1999 · 
2000 · 
2001 · 
2002 · 
2003 ·
2004 · 
2005 · 
2006 · 
2007 · 
2008 · 
2009 · 
2010 · 
2011 · 
2012 ·
2013 ·
2014 ·
2015 ·
2016 ·
2017 ·
2018 ·
2019 ·
2020 ·
2021 ·
2022 ·
2023 ·
2024 ·
Amerikaanse Maagdeneilanden ·
Anguilla ·
Antigua en Barbuda ·
Aruba ·
Barbados ·
Belize ·
Bermuda ·
Bhutan ·
Britse Maagdeneilanden ·
Curaçao ·
Dominicaanse Republiek ·
El Salvador ·
Grenada ·
Guyana ·
Haïti ·
Kaaimaneilanden ·
Nicaragua ·
Panama ·
Saint Kitts en Nevis ·
Saint Lucia ·
Saint Vincent en de Grenadines ·
Suriname ·
Trinidad en Tobago